# Поляков, Сергей Владимирович (стрелок)
Серге́й Влади́мирович Поляко́в (родился 22 января 1968 года в Виннице) — российский стрелок из пистолета, серебряный призёр Олимпийских игр 2004 года в стрельбе из скорострельного пистолета с 25 м. Заслуженный мастер спорта России. Подполковник Вооружённых сил Российской Федерации, представлял Екатеринбург на всероссийских соревнованиях; член клуба Вооружённых сил Российской Федерации.

## Биография
Родился 22 января 1968 года в Виннице. Начал заниматься стрельбой в школьной стрелковой секции в 10-м классе, позже занимался в ДЮСШ г. Карпинска, где проживали его родители. Первый тренер — Рудольф А. Рапп. С 1993 года представлял Вооружённые силы РФ, выступал за СКА Приволжско-Уральского федерального округа под руководством Андрея Вирычева.  Выпускник Уральского государственного педагогического университета (факультет физического воспитания, 1997 год). С 1993 по 2004 годы неоднократно выигрывал чемпионат России.
С 1995 по 2002 годы Поляков выступал за команду России на Всемирных военных играх: на играх 1995 года в Риме выиграл золотую медаль в командном первенстве по стрельбе из скорострельного пистолета с 25 м и бронзовую медаль в личном первенстве в этой же дисциплине, а также золотую медаль в личном первенстве по стрельбе из пистолета центрального боя с 25 м. По случаю этого успеха министр обороны Павел Грачёв произвёл прапорщика Полякова в лейтенанты.
Поляков выступал на чемпионатах мира и Европы за Россию, тренируясь под руководством Александра Суслова и Ренарта Сулейманова. В 1994 году завоевал золотую медаль в командном первенстве в стрельбе из скорострельного пистолета с 25 м и серебряную медаль в том же командном первенстве в стрельбе из пистолета с 50 м. В 2001 году установил мировой рекорд по версии Международного совета военного спорта в стрельбе из револьвера. В 2003 году выиграл пять медалей чемпионата Европы: две золотые медали (пистолет центрального боя, 25 м, личное; стандартный пистолет, 25 м, командное) и три серебряные (стандартный пистолет, 25 м, личное; пистолет центрального боя, 25 м, командное; скорострельный пистолет, 25 м, командное).
На Олимпиаде в Афинах выиграл серебряную медаль в стрельбе из скоростного пистолета, уступив лишь немцу Ральфу Шуману и опередив соотечественника Сергея Алифиренко. В качестве призовых получил 30 тысяч долларов. В 2005 году стал серебряным призёром чемпионата Европы в Белграде в стрельбе из пистолета центрального боя с 25 м, в 2007 году в Гранаде на чемпионате Европы завоевал бронзовую награду в этой же дисциплине и серебряную в стрельбе из скорострельного пистолета с 25 м. В те же годы (2005 и 2007) становился серебряным призёром этапов Кубка мира в Мюнхене в стрельбе из скорострельного пистолета на дистанции 25 м.
В 2011 году стал бронзовым призёром чемпионата России в личном и командном зачётах в стрельбе из скорострельного пистолета, представляя Свердловскую область.
Супруга — Елена (в прошлом мастер спорта по пулевой стрельбе), дочь — Екатерина. Отмечен двумя медалями «За отличие в воинской службе» и орденом «За заслуги перед Отечеством» III степени.

## Награды
- Медаль ордена «За заслуги перед Отечеством» II степени (2 ноября 1995) — за высокие спортивные достижения на первых Всемирных военных играх 1995 года[9]
- Медаль ордена «За заслуги перед Отечеством» I степени (18 февраля 2006) — за большой вклад в развитие физической культуры и спорта и высокие спортивные достижения[10]
- Заслуженный мастер спорта России[1]
- Две медали «За отличие в воинской службе»[2]